# 楊展 (明朝)
杨展（1604年—1649年），字玉梁，明朝四川嘉定州（今乐山）大佛坝人，年少時參軍。崇祯十年（1637年）丁丑科武进士。
崇祯十六年（1643年）擔任参将和广元守备。崇祯十七年（1644年）四月末，杨展與川北总兵刘佳胤一同守卫成都。成都被张献忠攻佔後，楊展拒絕投降，張獻忠命人將其斬首，楊展趁著押送人員不備殺死押送人員後逃跑。
後楊展來到犍为县，殺死張獻忠所派的县令後起兵。崇祯十七年（1644年）十月，楊展退往叙府与一些明朝殘軍汇合。十二月，大西军占领叙府，杨展退往遵义府。隆武二年（1646年），杨展夺回叙府，並攻佔嘉定州，自称左都督，挂平寇将军印。三月，張獻忠下屬刘文秀、狄三品進攻楊展，被楊展擊敗；楊展又聯合马应试，接連收復失地。
此时南明阁部王应熊號召诸部联合向成都进攻。隆武二年（1646年）七月，张献忠率领30多万军隊，上千艘满载金宝的大船沿江东下，到達彭山的江口時，被杨展擊敗，大量辎重丟棄，张献忠不得不退回成都。八月，张献忠逃離成都前往川北，杨展追擊至汉州（今广汉市），前锋追擊至保宁（今阆中市）後退兵。
永曆二年（1648年）春，永历帝封楊展為华阳伯，不久又升任其為总兵官、都督同知，进封宣平侯。
當時武大定、袁韬駐紮在重慶，缺少糧食，士兵飢餓，西充饷院李乾德於是帶領武大定、袁韬來到楊展處，勸說楊展收留武、袁二人，楊勉強同意。不過楊展並不能滿足武大定、袁韬等人的要求，反而楊展向李占春贈送大量糧食和金錢，引起武大定、袁韬不滿。李乾德也抱怨楊展對自己不用心接待。於是三人圖謀殺死楊展。永曆三年（1649年）七月二十六日，武大定、袁韬以過生日名義宴请杨展，杨展的家属和部将怀疑其中有诈，劝阻楊展赴宴；杨展自以为对袁韬、武大定有恩，带領300人坐船來到犍为县，袁韬等於宴席間灌醉杨展後將其殺死，年四十五歲，楊展的随從兵役300於酒醉後也全數被殺，僅有水手数名逃脫。
袁韬、武大定隨即進攻嘉定州，楊展子楊璟新困守城中，涪州李占春率部前來援救，被袁、武擊敗。十二月二十四日，经过四个月围城，嘉定州城破，杨展长子杨璟新率残兵五十余人经峨眉、新津、灌县逃往保寧府，於次年（1650年）正月十六日向清朝四川巡撫李國英投降。
杨展的地盘、器械、部隊被袁韬、武大定瓜分，但搜索楊展府內所獲甚少，袁韬、武大定將楊展夫人陳氏吊掛拷問，並燒死經手軍需財務的屬員，卻無窖藏財物，二人大失所望。楊妻陈氏指責袁韬与伍大定忘恩負義，結果陳氏被杀。
南明川陕总督樊一蘅得知後寫信斥責李乾德，但李乾德不以為然。李乾德設计杀害杨展後，自称尚书、经略，企圖掌握地方粮饷軍務，但僅是空名。